# トビー (模型メーカー)
トビーは、横浜の関内にあった真鍮製鉄道模型メーカーである。
1940年代から進駐軍のPX向けに鉄道模型を販売していた。その後、輸出を手がけるようになり、マックス・グレイやフルグレックスと取引する。1962年になり日本型最初の製品である4030形を発売した。程よいディテールとすっきりした仕上がりのバランスのとれた製品であり、カツミのシュパーブライン並の日本型の製品を供給できるメーカーが出現したと賞賛された。日本型誕生は外国型の車輪やパーツが流用できることからとされ、実物がアメリカ製であることから輸出もされた。その後1980年代初頭までC50形、6200形、C11形、C10形、8620形、6760形、C58形、6250形の16番蒸気機関車を発売し、また改良品を出した。当時、他社製品と比較して比較的高価格帯であり、生産台数が少なかったこともあり、中古市場での流通量が少なく、比較的高値で取引される傾向がある。

## 主な製品
- 国鉄4030形蒸気機関車
- 国鉄C50形蒸気機関車
- 国鉄6200形蒸気機関車
- 国鉄C11形蒸気機関車
- 国鉄C10形蒸気機関車
- 国鉄8620形蒸気機関車
- 国鉄6760形蒸気機関車
- 国鉄C58形蒸気機関車
- 国鉄6250形蒸気機関車

## 文献
- 「鉄道模型考古学―草創期から現在まで,製品でつづる16番機関車の歴史」、ネコ・パブリッシング、1998年8月、ISBN 9784873660783。